# Thecosemidalis biacuta
Thecosemidalis biacuta är en insektsart som beskrevs av Meinander 1972. Thecosemidalis biacuta ingår i släktet Thecosemidalis och familjen vaxsländor. Inga underarter finns listade i Catalogue of Life.